# Dochia (revistă)

Al doilea număr al revistei

Dochia a fost o revistă literară feministă, înființată în 1896, editată de Adela Xenopol (1861-1939), “menită să apere, să susție și să cerceteze drepturile femeii”, după cum preciza ea în primul număr.
În prima pagină a primului număr al revistei, Adela Xenopol a scris următoarele:
„Revista Dochia e menită să apere, să susție și să cerceteze drepturile femeii. Mă voi ocupa în întâiul pas de emanciparea sa economică, de care e atâta nevoie astăzi /…/ Femeia română va avea rolul principal în această foaie. Încep cu femeia în istoria românilor, pentru a dovedi că a fost vrednică în toate timpurile și în toate treptele sociale de la doamnă la opincă. Voi păși apoi în literatură, muzică, teatru, știință, și, pentru a împlini întregul acestui cadru, voi da luminei rând pe rând, toate frumusețile din trecut și actuale.”
Revista, editată la Iași, în care Adela Xenopol și-a propus să apere, să susțină să cerceteze drepturile femeii, să lupte pentru emanciparea intelectuală, juridică și politică a acesteia, devenită o adevărată tribună de luptă pentru instruirea și promovarea femeii în cele mai diverse ramuri ale activității sociale, politice și culturale, și-a încetat apariția în 1898.
În revistă au publicat atât femei, ca Iulia Hașdeu, Maria Cunțan, cât și bărbați, ca Vasile Urechea-Alexandrescu, care a evocat personalitatea unor femei marcante, ca poetele Matilda Cugler-Poni, Veronica Micle.